# Järvakandi
Järvakandi (est. Järvakandi) – miejscowość (alev) w Estonii, w prowincji Raplamaa w gminie Kehtna. W latach 1991-2017 funkcjonowała na prawach gminy wiejskiej (alevvald).